# Xenosperma
Xenosperma — рід грибів родини Xenasmataceae. Назва вперше опублікована 1966 року.

## Класифікація
До роду Xenosperma відносять 5 видів:
- Xenosperma hexagonosporum
- Xenosperma ludibundum
- Xenosperma ludibundum
- Xenosperma murrillii
- Xenosperma pravum